# عنقون

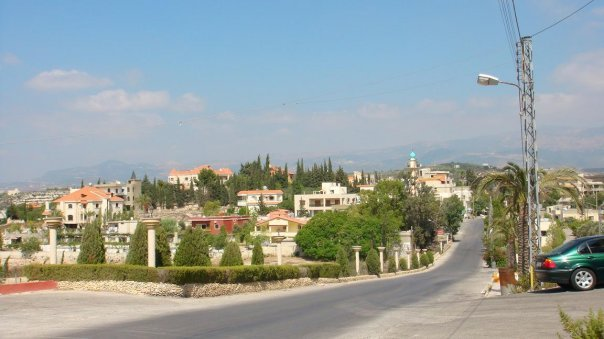
عنقون من جهة البحر المتوسط

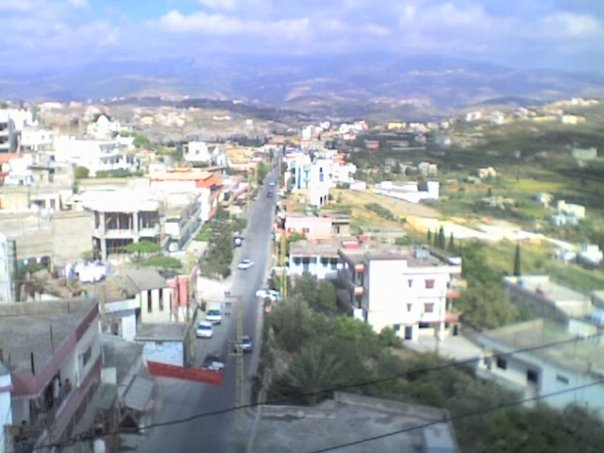
طريق السكة العام في عنقون

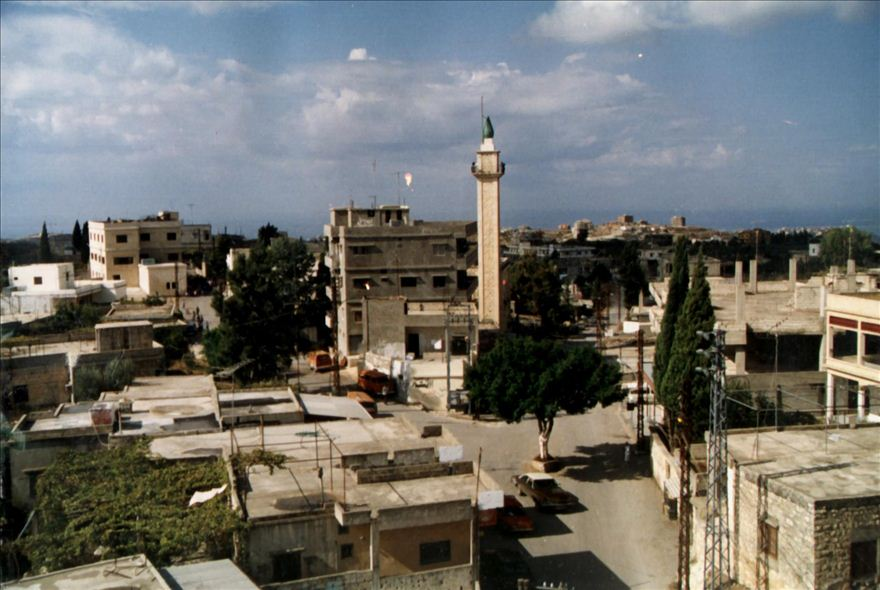
ساحة رأس الشرفة في عنقون

عنقون بلدة لبنانية كبيرة نسبيًا في قضاء صيدا محافظة الجنوب، لبنان. تقع عنقون على بعد 12 كم من مدينة صيدا، عاصمة القضاء والمحافظة، وعلى بعد 53 كم من بيروت. تمتد مساحة عنقون 9.2 كيلومتر مربع،ويبلغ ارتفاعها عن سطح البحر حوالي 367 متر. يبلغ عدد سكانها قرابة 20 ألف نسمة وعدد ناخبيها 2953 (احصاء عام 2014). يتوزعون على حوالي ٢٢عائلة.